# Gobius agulhensis
Gobius agulhensis es una especie de peces de la familia de los Gobiidae en el orden de los Perciformes.

## Morfología
Los machos pueden llegar a alcanzar los 7,5 cm de longitud total.

## Distribución geográfica
Se encuentran en Sudáfrica (en East London hasta el Cabo de Buena Esperanza ).

## Observaciones
Es inofensivo para los humanos. 